# Žen-min ž’-pao
Žen-min ž’-pao (čínsky pchin-jinem Rénmín Ribao, znaky 人民日报) neboli Lidový deník (často se lze setkat i s anglickým titulem People's Daily) jsou oficiální noviny Komunistické strany Číny, s nákladem přes 3 miliony výtisků nejčtenější noviny v ČLR.
Noviny poprvé spatřily světlo světa 15. června 1948 v Pching-šanu v provincii Chu-pej jako tiskovina místního stranického výboru. Po obsazení Pekingu na jaře 1949 se redakce přestěhovala tam a v srpnu téhož roku se z Žen-min ž’-pao stal oficiální celočínský deník, který na konci 50. let plnil roli jednoho z hlavních šiřitelů reformy písma – od té doby je psán ve zjednodušených znacích.
Dodnes jsou články, úvodníky a komentáře v těchto novinách místem, kde čínské vedení (s větší či menší měrou oficiality) zveřejňuje své názory na nejrůznější otázky politiky a každodenního života. Od 1. ledna 1997 Žen-min ž’-pao funguje též v internetové verzi, zprvu jen čínsky, později též anglicky, japonsky, francouzsky, španělsky, rusky a arabsky.